# Damigny

Damigny este o comună în departamentul Orne, Franța. În 1 ianuarie 2022 avea o populație de 2.425 de locuitori.